# Marele Premiu al Japoniei din 2019
Marele Premiu al Japoniei din 2019 (cunoscut oficial ca Formula 1 Japanese Grand Prix 2019) a fost o cursă auto de Formula 1 ce s-a desfășurat pe 13 octombrie 2019 pe Circuitul Suzuka din Suzuka, Japonia. Cursa a fost cea de-a șaptesprezecea etapă a Campionatului Mondial de Formula 1 din 2019, fiind pentru a treizeci și cincea oară când s-a desfășurat o etapă de Formula 1 în Japonia.

## Pneuri

### Pneurile programate de Pirelli pentru cursă
| Numele compusului | Culoare | Culoare | Condițiile meteo | Aderență | Durabilitate |
| ----------------- | ------- | ------- | ---------------- | -------- | ------------ |
| Dur C1            | H       |         | Uscat            | Mică     | Mare         |
| Mediu C2          | M       |         | Uscat            | Medie    | Medie        |
| Moale C3          | S       |         | Uscat            | Mare     | Mică         |
| Intermediar       | I       |         | Ploaie ușoară    |          |              |
| Ploaie            | W       |         | Ploaie           |          |              |

### Cele mai folosite pneuri
| Numele compusului | Culoare | Culoare | Numărul de tururi  | Condițiile meteo |
| ----------------- | ------- | ------- | ------------------ | ---------------- |
| Mediu C2          | M       |         | 39 (Kubica)        | Uscat            |
| Dur C1            | H       |         | 35 (Grosjean)      | Uscat            |
| Moale C3          | S       |         | 33 (Bottas, Albon) | Uscat            |

## Calificări
Din cauza taifunului Hagibis, a treia sesiune de antrenamente a fost anulată, iar calificările au fost mutate în ziua cursei, având loc pe 13 octombrie 2019, începând cu ora locală 10:00 (JST), ora 04:00 EEST.
| Poz.                  | Nr. | Pilot              | Constructor               | Timpi calificări | Timpi calificări | Timpi calificări | Grila finală |
| Poz.                  | Nr. | Pilot              | Constructor               | Q1               | Q2               | Q3               | Grila finală |
| --------------------- | --- | ------------------ | ------------------------- | ---------------- | ---------------- | ---------------- | ------------ |
| 1                     | 5   | Sebastian Vettel   | Ferrari                   | 1:28,988         | 1:28,174         | 1:27,064         | 1            |
| 2                     | 16  | Charles Leclerc    | Ferrari                   | 1:28,405         | 1:28,179         | 1:27,253         | 2            |
| 3                     | 77  | Valtteri Bottas    | Mercedes                  | 1:28,896         | 1:27,688         | 1:27,293         | 3            |
| 4                     | 44  | Lewis Hamilton     | Mercedes                  | 1:28,735         | 1:27,826         | 1:27,302         | 4            |
| 5                     | 33  | Max Verstappen     | Red Bull Racing-Honda     | 1:28,754         | 1:28,499         | 1:27,851         | 5            |
| 6                     | 23  | Alexander Albon    | Red Bull Racing-Honda     | 1:29,351         | 1:28,156         | 1:27,851         | 6            |
| 7                     | 55  | Carlos Sainz Jr.   | McLaren-Renault           | 1:29,018         | 1:28,577         | 1:28,304         | 7            |
| 8                     | 4   | Lando Norris       | McLaren-Renault           | 1:28,873         | 1:28,571         | 1:28,464         | 8            |
| 9                     | 10  | Pierre Gasly       | Scuderia Toro Rosso-Honda | 1:29,411         | 1:28,779         | 1:28,836         | 9            |
| 10                    | 8   | Romain Grosjean    | Haas-Ferrari              | 1:29,572         | 1:29,144         | 1:29,341         | 10           |
| 11                    | 99  | Antonio Giovinazzi | Alfa Romeo Racing-Ferrari | 1:29,604         | 1:29,254         | N/A              | 11           |
| 12                    | 18  | Lance Stroll       | Racing Point-BWT Mercedes | 1:29,594         | 1:29,345         | N/A              | 12           |
| 13                    | 7   | Kimi Räikkönen     | Alfa Romeo Racing-Ferrari | 1:29,636         | 1:29,358         | N/A              | 13           |
| 14                    | 26  | Daniil Kveat       | Scuderia Toro Rosso-Honda | 1:29,723         | 1:29,563         | N/A              | 14           |
| 15                    | 27  | Nico Hülkenberg    | Renault                   | 1:29,619         | 1:30,112         | N/A              | 15           |
| 16                    | 3   | Daniel Ricciardo   | Renault                   | 1:29,822         | N/A              | N/A              | 16           |
| 17                    | 11  | Sergio Pérez       | Racing Point-BWT Mercedes | 1:30,344         | N/A              | N/A              | 17           |
| 18                    | 63  | George Russell     | Williams-Mercedes         | 1:30,364         | N/A              | N/A              | 18           |
| Regula 107%: 1:34,593 |     |                    |                           |                  |                  |                  |              |
| —                     | 20  | Kevin Magnussen    | Haas-Ferrari              | Fără timp        | N/A              | N/A              | 19           |
| —                     | 88  | Robert Kubica      | Williams-Mercedes         | Fără timp        | N/A              | N/A              | LB           |
| Sursa:                |     |                    |                           |                  |                  |                  |              |

Note

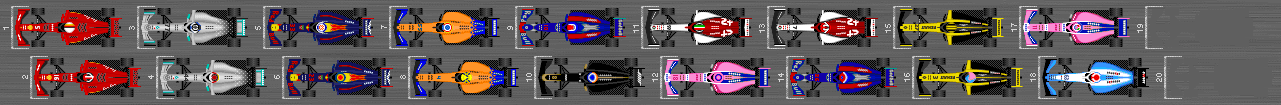
Grila de start.

- ^1 – Magnussen și Kubica concurează la discreția comisarilor de cursă după ce nu au reușit să stabilească vreun timp în calificări.
- ^2 – Magnussen a fost penalizat cu 5 locuri pe grila de start pentru schimbarea neprogramată a cutiei de viteze.
- ^3 – Kubica trebuie să pornească de pe linia boxelor pentru schimbarea șasiului.

## Cursa
Cursa a avut loc tot pe 13 octombrie 2019, începând cu ora locală 14:00 (JST), ora 08:00 EEST, și a durat 52 de tururi.
| Poz.                                            | Nr. | Pilot              | Constructor               | Tururi | Timp/Retras         | Puncte |
| ----------------------------------------------- | --- | ------------------ | ------------------------- | ------ | ------------------- | ------ |
| 1                                               | 77  | Valtteri Bottas    | Mercedes                  | 52     | 1:21:46,755         | 25     |
| 2                                               | 5   | Sebastian Vettel   | Ferrari                   | 52     | +13,343s            | 18     |
| 3                                               | 44  | Lewis Hamilton     | Mercedes                  | 52     | +13,858s            | 15+1   |
| 4                                               | 23  | Alexander Albon    | Red Bull Racing-Honda     | 52     | +59,537s            | 12     |
| 5                                               | 55  | Carlos Sainz Jr.   | McLaren-Renault           | 52     | +69,101s            | 10     |
| 6                                               | 16  | Charles Leclerc    | Ferrari                   | 51     | +1 tur              | 8      |
| 7                                               | 10  | Pierre Gasly       | Scuderia Toro Rosso-Honda | 51     | +1 tur              | 6      |
| 8                                               | 11  | Sergio Pérez       | Racing Point-BWT Mercedes | 51     | +1 tur              | 4      |
| 9                                               | 18  | Lance Stroll       | Racing Point-BWT Mercedes | 51     | +1 tur              | 2      |
| 10                                              | 26  | Daniil Kveat       | Scuderia Toro Rosso-Honda | 51     | +1 tur              | 1      |
| 11                                              | 4   | Lando Norris       | McLaren-Renault           | 51     | +1 tur              |        |
| 12                                              | 7   | Kimi Räikkönen     | Alfa Romeo Racing-Ferrari | 51     | +1 tur              |        |
| 13                                              | 8   | Romain Grosjean    | Haas-Ferrari              | 51     | +1 tur              |        |
| 14                                              | 99  | Antonio Giovinazzi | Alfa Romeo Racing-Ferrari | 51     | +1 tur              |        |
| 15                                              | 20  | Kevin Magnussen    | Haas-Ferrari              | 51     | +1 tur              |        |
| 16                                              | 63  | George Russell     | Williams-Mercedes         | 50     | +2 tururi           |        |
| 17                                              | 88  | Robert Kubica      | Williams-Mercedes         | 50     | +2 tururi           |        |
| Ab                                              | 33  | Max Verstappen     | Red Bull Racing-Honda     | 14     | Accident            |        |
| DSC                                             | 3   | Daniel Ricciardo   | Renault                   | 51     | Înclinație de frână |        |
| DSC                                             | 27  | Nico Hülkenberg    | Renault                   | 51     | Înclinație de frână |        |
| Lewis Hamilton (Mercedes) – 1:30.983 (turul 45) |     |                    |                           |        |                     |        |
| Sursa:                                          |     |                    |                           |        |                     |        |

| Loc    | 1  | 2  | 3  | 4  | 5  | 6 | 7 | 8 | 9 | 10 | CMRT |
| Puncte | 25 | 18 | 15 | 12 | 10 | 8 | 6 | 4 | 2 | 1  | 1    |

Note

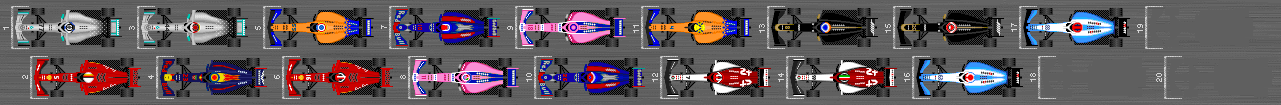
Clasamentul final.

- ^4 – Leclerc a primit o penalizare de 5 secunde și una de 10 secunde după cursă pentru cauzarea unei coliziuni și conducerea mașinii sale într-o condiție nesigură.
- ^5 – Ricciardo și Hülkenberg au fost descalificați pentru beneficierea de ajutor ilegal din partea inginerilor lor de cursă.

## Clasamentele campionatelor după cursă
|  | Poz. | Pilot            | Puncte |
|  | ---- | ---------------- | ------ |
|  | 1    | Lewis Hamilton   | 338    |
|  | 2    | Valtteri Bottas  | 274    |
|  | 3    | Charles Leclerc  | 223    |
|  | 4    | Max Verstappen   | 212    |
|  | 5    | Sebastian Vettel | 212    |

|  | Poz. | Constructor           | Puncte |
|  | ---- | --------------------- | ------ |
|  | 1    | Mercedes              | 612    |
|  | 2    | Ferrari               | 435    |
|  | 3    | Red Bull Racing-Honda | 323    |
|  | 4    | McLaren-Renault       | 111    |
|  | 5    | Renault               | 68     |

- Notă: În ambele clasamente sunt prezentate doar primele cinci locuri.